# Domina (druivenras)

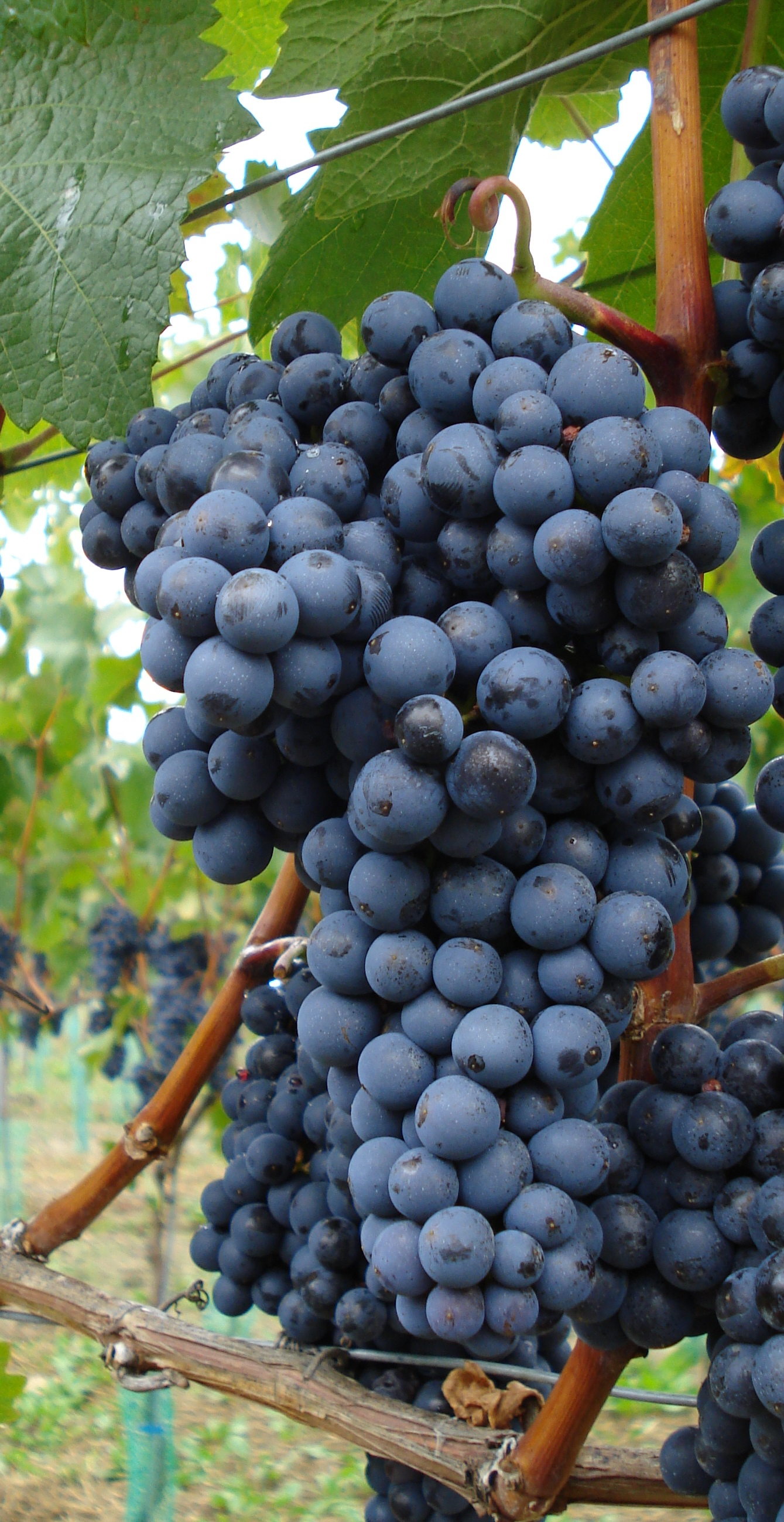
Een tros Domina-druiven.

Domina is een nieuw blauw druivenras voortgekomen uit het kruisen met de Blauer Portugieser en Spätburgunder (Pinot Noir). 
De landbouwkundige en druivenkweker Peter Morio ontwikkelde deze in 1927 op het Duitse "Institut für Rebenzüchtung Geilweilerhof". In 1974 werd de druif officieel aan de soortenlijst toegevoegd. Het is daarmee een edele druif behorend tot de vitis vinifera.
Belangrijk aan deze druif is de goede vorstbestendigheid. Het kan een hoog tanninegehalte en zuurgraad hebben. De wijn ervan is diep rood door de rijke kleurstof. Hierom wordt ze ook wel ingezet om bepaalde wijnen donkerder en sterker te maken. 
De druif wordt gebruikt in de Duitse wijnbouw. Met name in de wijnstreek Franken. In 2007 ongeveer 400 hectare. Ook in andere Duitse wijnstreken zoals in het wijngebied van de Ahr komt de Domina wel voor. Voorts nog minder dan 1 hectare in Zwitserland.